# Мухаммад Бенніс
Мухаммад Бенніс (*1948, Фес, Марокко) — марокканський письменник, перекладач, літературний критик, один із найбільш відомих арабських поетів сучасноті.

## Біографічні відомості
Народився в місті Фес, Марокко, у 1948 р. Почав цікавитися літературою з дитинства. Перш ніж піти до початкової загальноосвітньої школи, Бенніс вчився два роки в мусульманській медресе, де пізнавав класичні ісламські дисципліни, зокрема вміння правильного читання Корану (таджвід), його тлумачення (тафсир) та каліграфії.
Вищу освіту отримав в університетах м. Фес та Рабат, на філологічному факультеті. З 1980 року — викладач на Факультеті гуманітарних наук в університеті Мухаммада 5 в м. Рабат.
Завдяки наполегливим зусиллям М. Бенніса, 1996 р. в Марокко було засновано Дім Поезії — організацію, що піклується розвитком мистецтва віршування в королівстві, зокрема підтримує молодих авторів, організовуює мистецькі заходи тощо. М. Бенніс був також одним із тих, хто стояв біля витоків впровадження Міжнародного дня поезії. Завдяки в тому числі й марокканському поетові, ЮНЕСКО в 2000 р. запровадила Всесвітній день поезії, який щорічно відзначається 21 березня.

## Праці
Перша поетична публікація М. Бенніса арабською з'явилася 1969 року, і називалася «Те, що передує словам» (ما قبل الكلام). Першу критичну працю було опубліковано через 10 років — дослідження під назвою «Сучасна поезія в Марокко» (ظاهرة الشعر المعاصر في المغرب). Дебютний переклад — із французької на арабську, — 1980 р., есе Абделькебіра Хатібі «Пошкодження імені власного» (Blessure du nom propre).
Окрім практичної діяльності на ниві літератури, Мухаммад Бенніс також відомий як літературний критик та публіцист. Перу автора належать зокрема такі статті як «В гостях у Шарля Бодлера» (في ضيافة شارل بودلير), «Махмуд Дервіш та прояви „нової культури“» (محمود درويش يسنضيف «الثقافة الجديدة»), «Переклад і гостинність» (الترجمة والضيافة), «Перспективи касиди в піснях Махмуда Дервіша» (أفق القصيدة في غنائيات محمود درويش), «Криза журналу „Поезія“» (أزمة مجلة «الشعر»), «Страх змісту», «Про необхідність літератури у гуманітарних розвідках» (ضرورة الأدب في البحث في العلوم الإنسانية), «Зустріч з екстазом» (استقبال الشطح) та ін.

## Короткий огляд творчості
Вірші, які входять до диванів М. Бенніса — різноманітні як за формою, так і за змістом. У творчості поета можна знайти і любовну лірику, і соціально-політичну риторику, зустрічаються також вірші-алюзії на історичні події, патріотичні касиди, переклади зарубіжних авторів.
| Бажання | رغبة |
| --- | --- |
| Я — Андалузець, живу між принадами єдності Та дратівливим звуком розлуки. Я — загіріт із Кордови. Відмовився від усіх міністерських портфелів Ігноруючи влади спокуси. Я вихований жіночим оточенням, Зростав у їхній присутності. Вони навчили мене поетичним строфам, Корану, а також тому, Що не знає ніхто, Не знайомий з секретами жіночої мудрості. | أنا الأندلُسيّ المقيمُ بين لذائذِ الوصْل وحَشرجاتِ البَـيْنْ أنا الظاهريُّ القرطبيُّ الهاجرُ لكلّ وزارةٍ وسُلطانْ أنا الذي رُبّيتُ بينَ حُجور النسَاءِ بينَ أيْديهنّ نشأتُ وهنّ اللواتي علّمنني الشعرَ والخطّ والقرآنْ ومنَ أسرارهنّ أعلمُ ما لا يكادُ يعْلمهُ غيْري |

Поет називає себе «загірітом» — прихильником Загірітського мазгабу (المذهب الظاهري), що набув поширення в мусульманському світі протягом Х-ХІІІ ст., ставши особливо популярним в Андалузії. Засновником мазгабу вважається Давуд ібн Халаф аль-Ісфагані (817–883), більш відомий під іменем Давуд аз-Загірі. Представники школи вірили, що всі аяти Корану є буквальними і не містять прихованих, ізотеричних змістів.